# Тоні Моттрем
Тоні Моттрем (англ. Tony Mottram; 8 червня 1920 — 6 жовтня 2016) — колишній британський тенісист.
Найвищим досягненням на турнірах Великого шолома був фінал в парному розряді.

## Фінали турнірів Великого шолома

### Парний розряд (1 поразка)
| Результат | Рік  | Турнір               | Покриття | Партнер      | Суперники                   | Рахунок       |
| --------- | ---- | -------------------- | -------- | ------------ | --------------------------- | ------------- |
| Поразка   | 1947 | Вімблдонський турнір | Трава    | Білл Сідвелл | Боб Фалкенбурґ Джек Креймер | 6–8, 3–6, 3–6 |